# Hortobágy (FFH-Gebiet)
Das Fauna-Flora-Habitat-Gebiet Hortobágy liegt in der Region Észak-Alföld im Osten Ungarns. Das 1.051 km² große Schutzgebiet umfasst den gleichnamigen Nationalpark und einige umgebende Flächen. Es handelt sich um eine pannonische Steppenlandschaft, in der sich zahlreiche Fischteichanlagen befinden.
Es überschneidet sich in großen Teilen mit dem europäischen Vogelschutzgebiet Hortobágy.
Hortobágy ist das größte der ungarischen FFH-Gebiete. Es wurde 2004 gemeldet und 2010 als Spezielles Erhaltungsgebiet (SAC) ausgewiesen.

## Schutzzweck
Folgende Lebensraumtypen nach Anhang I der FFH-Richtlinie kommen im Gebiet vor:
| EU Code | * | Lebensraumtyp (offizielle Bezeichnung)                                                                              | Fläche |
| ------- | - | --- | ------ |
| 1530    | * | Pannonische Salzsteppen und Salzwiesen                                                                              | 63.590 |
| 3130    |   | Oligo- bis mesotrophe stehende Gewässer mit Vegetation der Littorelletea uniflorae und/oder der Isoëto-Nanojuncetea | 35,7   |
| 3150    |   | Natürliche eutrophe Seen mit einer Vegetation des Magnopotamions oder Hydrocharitions                               | 5.000  |
| 3160    |   | Dystrophe Seen und Teiche                                                                                           | 580,92 |
| 6250    | * | Pannonische Steppen-Trockenrasen auf Löss                                                                           | 5.422  |
| 6430    |   | Feuchte Hochstaudenfluren der planaren und montanen bis alpinen Stufe                                               | 14,88  |
| 6440    |   | Brenndolden-Auenwiesen (Cnidion dubii)                                                                              | 491,51 |
| 7230    |   | Kalkreiche Niedermoore                                                                                              | 108,48 |
| 91E0    | * | Auen-Wälder mit Alnus glutinosa und Fraxinus excelsior (Alno-Padion, Alnion incanae, Salicion albae)                | 4,87   |
| 91I0    | * | Euro-Sibirische Eichen-Steppenwälder                                                                                | 231,9  |

### Arteninventar
Folgende Arten von gemeinschaftlichem Interesse sind für das Gebiet gemeldet (Prioritäre Arten sind mit * gekennzeichnet):
| EU Code | * | Art                          | wissenschaftlicher Name  | Artengruppe           |
| ------- | - | ---------------------------- | ------------------------ | --------------------- |
| 1188    |   | Rotbauchunke                 | Bombina bombina          | Amphibien             |
| 1993    |   | Donau-Kammmolch              | Triturus dobrogicus      | Amphibien             |
| 6963    |   | Steinbeißer                  | Cobitis taenia           | Fische und Rundmäuler |
| 1124    |   | Weißflossen-Gründling        | Gobio albipinnatus       | Fische und Rundmäuler |
| 2555    |   | Donaukaulbarsch              | Gymnocephalus baloni     | Fische und Rundmäuler |
| 1157    |   | Schrätzer                    | Gymnocephalus schraetzer | Fische und Rundmäuler |
| 1145    |   | Schlammpeitzger              | Misgurnus fossilis       | Fische und Rundmäuler |
| 5339    |   | Bitterling                   | Rhodeus sericeus amarus  | Fische und Rundmäuler |
| 2011    |   | Europäischer Hundsfisch      | Umbra krameri            | Fische und Rundmäuler |
| 4028    |   |                              | Catopta thrips           | Schmetterlinge        |
| 1088    |   | Heldbock                     | Cerambix cerdo           | Käfer                 |
| 4032    |   |                              | Dioszeghyana schmidtii   | Schmetterlinge        |
| 4035    |   | Haarstrangwurzeleule         | Gortyna borelii lunata   | Schmetterlinge        |
| 1042    |   | Große Moosjungfer            | Leucorrhinia pectoralis  | Libellen              |
| 1060    |   | Großer Feuerfalter           | Lycaena dispar           | Schmetterlinge        |
| 1083    |   | Hirschkäfer                  | Lucanus cervus           | Käfer                 |
| 1355    |   | Fischotter                   | Lutra lutra              | Säugetiere            |
| 2633    |   | Steppeniltis                 | Mustela eversmanii       | Säugetiere            |
| 2021    |   | Steppenbirkenmaus            | Sicista subtilis         | Säugetiere            |
| 1335    |   | Europäischer Ziesel          | Spermophilus citellus    | Säugetiere            |
| 4081    |   |                              | Cirsium brachycephalum   | Pflanzen              |
| 1428    |   | Kleefarn                     | Marsilea quadrifolia     | Pflanzen              |
| 1220    |   | Europäische Sumpfschildkröte | Emys orbicularis         | Reptilien             |